# Frederico Cristiano I, Duque de Eslésvico-Holsácia-Sonderburgo-Augustemburgo
Frederico Cristiano I (Augustemburgo, 6 de abril de 1721 – Augustemburgo, 13 de novembro de 1794) foi duque de Eslésvico-Holsácia-Sonderburgo-Augustemburgo de 1754 até 1794. Era filho do duque Cristiano Augusto Eslésvico-Holsácia-Sonderburgo-Augustemburgo com sua esposa a condessa Frederica Luísa de Danneskiold-Samsøe.

## Casamento e filhos
Em 26 de maio de 1762 casou-se com Carlota Amália Guilhermina de Eslésvico-Holsácia-Sonderburgo-Plön, filha do duque Frederico Carlos de Eslésvico-Holsácia-Sonderburgo-Plön. Eles tiveram sete filhos:
- Luísa (1763–1764)
- Luísa Carolina Carlota (1764–1815)
- Frederico Cristiano II (1765–1814), casou-se com a princesa Luísa Augusta da Dinamarca.
- Frederico Carlos Emílio (1767–1841)
- Cristiano Augusto (1768–1810), príncipe dinamarquês, assumiu o nome de Carlos Augusto e brevemente serviu como príncipe herdeiro da Suécia em 1810.
- Sofia Amália (1769)
- Carlos Guilherme (1770–1771)